# 汉丰镇
汉丰镇，行政上由中华人民共和国河北省唐山市路南区汉沽管理区管辖，所辖的汉沽农场第一分场是唐山市在天津市内的飞地。

## 行政区划
汉丰镇下辖以下地区：
马庄村、尚坞村、闫庄村、东崔村、裴庄村、艾蒿岭村、皂甸村、张绪村、南泊村、中泊村、北泊村、震新村、田兰村、黄粟沽村、么家铺村、陡沽村、六间房村和北陈村。